# 10809 Majsterrojr
10809 Majsterrojr (1993 FS14) là một tiểu hành tinh vành đai chính. Nó được đặt theo tên a cairn ngày the Swedish island thuộc Gotland.